# Løftgård Station
Løftgård Station er et dansk trinbræt i Vestjylland.